# كولم بيجلي
كولم بيجلي (بالإنجليزية: Colm Begley)‏ هو لاعب كرة قدم أسترالية أيرلندي، ولد في 31 أغسطس 1986 في Stradbally ‏ في جمهورية أيرلندا.

## وصلات خارجية
- كولم بيجلي على موقع AustralianFootball.com (الإنجليزية)
- كولم بيجلي على موقع AFLtables.com (الإنجليزية)